# نزله الفقین
نزله الفقین یک منطقهٔ مسکونی در عربستان سعودی است که در استان مکه واقع شده‌است.